# Neotryphera atra
Neotryphera atra är en tvåvingeart som beskrevs av Malloch 1938. Neotryphera atra ingår i släktet Neotryphera och familjen parasitflugor. Inga underarter finns listade i Catalogue of Life.